# La Fée Carabosse ou le Poignard fatal
La Fée Carabosse ou le Poignard fatal er en fransk stumfilm fra 1906 af Georges Méliès.